# Chuck Daly
Pour les articles homonymes, voir Daly.
Charles Jerome Daly, dit Chuck Daly, né le 20 juillet 1930 et mort le 9 mai 2009, est un entraîneur américain de basket-ball. Deux fois champion NBA, avec les Pistons de Detroit en 1989 et 1990, il est l'entraineur de la Dream Team, l'équipe des États-Unis de basket-ball, qui remporte la médaille d'or de la compétition de basket-ball lors des Jeux olympiques de 1992 à Barcelone, première apparition des joueurs de la NBA lors d'un tournoi olympique.
Il est membre du Basketball Hall of Fame depuis 1994 et du FIBA Hall of Fame depuis 2021.

## Biographie

### Débuts et carrière en NCAA
Originaire d'une petite ville de  Pennsylvanie, Daly joue au basket-ball au college ball at St. Bonaventure and Bloomsburg. Daly remplit un premier poste de coach au Lycee de Punxsutawney. En 1963, il rejoint l'université Duke, en tant qu'assistant des Blue Devils dirigés par Vic Bubas (en). Durant cette période de six saisons, il remporte le de titre de la Atlantic Coast Conference, atteignant le Final Four de la NCAA en 1964 et 1966. Il prend ensuite la succession de Bob Cousy à la tête de l'équipe des Eagles de Boston College. En 1971, il prend la direction des Quakers de Penn de l'université de Pennsylvanie, emportant lors des quatre premières saisons le championnat de la Ivy League.

### Carrière NBA
En 1978, il obtient son premier poste en NBA, en tant qu'assistant de Billy Cunningham aux 76ers de Philadelphie. Durant la saison 1981-1982, il est désigné coach par les Cavaliers de Cleveland, mais est renvoyé en mars après 32 défaites en 41 rencontres.
Il suit le titre NBA des Sixers en 1983 en tant que consultant média, avant de se voir proposer le rôle de coach des Pistons de Detroit. Il accepte le poste, poste qu'il avait refusé deux ans plus tôt, jugeant le salaire proposé insuffisant pour quitter son poste d'assistant. Finalement, il prend la direction des Pistons, qui restent sur six saisons sans disputer les play-offs, pour le même salaire.
Il participe à la reconstruction, entamée avec l'arrivée du no 2 de la draft NBA 1981 Isiah Thomas, et l'acquisition l'année précédant son arrivée de Bill Laimbeer et Vinnie Johnson. Les Pistons retrouvent les play-offs dès 1984, élimination au premier tour par Knicks de New York, puis en 1985, au deuxième tour les Celtics de Boston. Cette même année, ils choisissent Joe Dumars en 18e position de la draft.
Lors de la draft de l'année suivante, c'est Dennis Rodman qui rejoint l'équipe. En juillet 2023, Thomas révèle qu'en janvier 1986, Les Pistons, alors sur un bilan de 16 victoires pour 21 défaites, vire Daly, qui est ensuite réintégré dans son poste après que Thomas assure à son propriétaire que Daly est le bon coach. La défaite au premier tour des play-offs face aux Hawks d’Atlanta de Dominique Wilkins font comprendre à Daly et Thomas que la méthode d'atteindre le sommet de la conférence Est passe par un style de jeu plus agressif basé sur une défense de fer. Avec une défense rugueuse, un rythme de jeu ralenti et une cohésion à toute épreuve, les « Bad Boys », surnom désormais de l'équipe, les Pistons sont à 2 partout avec les Celtics lors du cinquième match de la série des play-offs, disputé au Boston Garden. menant de un point, à cinq secondes de la fin, les Pistons s'inclinent après une interception d'une passe de Thomas par  Larry Bird qui envoie Dennis Johnson au panier,. Les Celtics remportent finalement la série lors du match 7.
Lors de la saison suivante, les Pistons éliminent d'abord en play-offs les Bullets de Washington, puis les Bulls de Chicago. Durant la série contre les Bulls, Daly, après les 59 points de Michael Jordan lors du dernier match de saison régulière opposant les deux équipes, instaure les Jordan Rules, avec défi physique à chaque instant, afin de le couper du jeu et de limiter son apport offensif, tactique qui s'avère payante, Jordan ne franchissant la barre des 30 points que lors de la seule victoire du match 2. En finale de conférence, les Pistons retrouvent les Celtics.
Mais cette fois, les Pistons s'imposent lors du match 5 au Boston Garden en prolongation, avant de remporter la série lors du match suivant à domicile. En finales NBA, ils affrontent les Lakers de Los Angeles qui ont l'objectif de réaliser un back to back, remporter deux titres consécutifs. Thomas, inscrit 25 points dans le troisième quart temps du match 5 malgré une blessure. Annoncé comme incertain pour le match décisif, il participe à celui-ci, inscrivant 10 points en première mi-temps mais la douleur, trop vive, le handicape ensuite. Le titre se décide sous l'action de James Worthy qui réalise un triple-double, 36 points, 16 rebonds et 10 passes décisives pour donner la victoire aux Lakers.
La franchise des Bulls s'avère l'adversaire le plus difficile lors des play-offs 1989. Après un  sweep - aucune défaite - lors du premier tour face aux Hawks d'Atlanta, puis au deuxième tour face aux Bucks de Milwaukee. Daly doit rétablir les Jordan Rules après les 46 points de Jordan qui donne un avantage de deux victoires à une aux Bulls. Il est ensuite limité à 23, 18 et 32 points, trois défaites qui qualifient les Pistons pour les finales. De nouveau opposés aux Lakers, les joueurs de Daly infligent un sweep à leurs adversaires, mettant un terme à la série au Forum d'Inglewood sur une victoire 105 à 97. Avec cette victoire, les Pistons remportent le premier titre de leur histoire. Sur ces play-offs, les Pistons ont limités l'équipe adverse à moins de 100 points lors de 15 des 17 rencontres.
Lors des play-offs 1990, les hommes de Daly infligent un sweep aux Pacers de l'Indiana, puis éliminent les Knicks de New York, tombeurs des Celtics, sur le score de quatre à un. La Finale de conférence oppose comme la saison précédente les Pistons aux Bulls. Le vainqueur se décide lors du terme de la série, avec une victoire 93 à 74 des Pistons, Thomas, avec 21 points, 11 passes, 8 rebonds et seulement deux pertes de balle, réalisant ce que Daly considère comme son « best game of the playoffs, maybe of the season » (« son meilleur match des play-offs, peut-être la saison »). Avec cette troisième victoire consécutive en finales de conférence, les Pistons atteignent de nouveau les finales, où ils sont confrontés aux Trail Blazers de Portland de Clyde Drexler. Les Pistons remportent la première rencontre, puis s'inclinent à domicile, avant d'aller s'imposer lors des trois rencontres suivantes à Portland. Thomas, avec des moyennes de 27,6 points, 7,0 passes décisives et 5,2 rebonds est élu MVP des finales. C'est alors la troisième franchise NBA à conserver son titre.
Après des victoires 3 à 2 sur les Hawks d'Atlanta, puis 4 à 2 par les Celtics de Boston, l'affiche des finales de la conférence Est oppose les Bulls aux Pistons lors des play-offs 1991. C'est la troisième fois consécutivement que les deux franchises s'affrontent à ce niveau, et la quatrième fois consécutivement en play-offs. Les Bulls, qui possèdent l'avantage du terrain, remportent les deux premières rencontres à domicile, avant d'aller s'imposer au Palace d'Auburn Hills, terrain des Pistons. Désormais contraint de remporter toutes les rencontres suivantes, les Pistons s'inclinent 115 à 94 lors du match 4.
Cinquième de la conférence Est lors de la Saison NBA 1991-1992, les Pistons sont opposés aux Knicks lors du premier tour des play-offs. Ces derniers s'imposent dans ma manche décisive, les Pistons ne franchissant pas le premier tour pour la première fois depuis 1986. Chuck Daly annonce en avril sa décision de se retirer du poste de coach des Pistons. En mai, il est désigné coach des Nets du New Jersey, le sixième entraîneur en huit ans. Lors du premier tour, les Nets poussent les Cavaliers de Cleveland à disputer une cinquième manche décisive, où ils s'inclinent 99 à 89.
La saison suivante, en terminant septième de la conférence, ils sont opposés aux Knicks au premier tour des playoffs NBA 1994. Ces derniers s'imposant sur le score de 3 à 1. Daly décide mettre un terme à son contrat, peu convaincu de pouvoir insuffler de l'énergie à des joueurs immatures. Il déclare également que « même s'il ne faut jamais dire jamais... il ne retournera pas sur un banc ».
En juin 1997, il signe en faveur du Magic d'Orlando
. Sa première saison se termine sans qualification pour les play-offs. Lors de la saison NBA 1998-1999, tronquée en raison du lock-out, son équipe avec le meilleur bilan de la conférence avec Le Heat de Miami, et les Pacers de l'Indiana
, mais se fait éliminer au premier tour des play-offs par les 76ers de Philadelphie sur le score de 3 à 1. Il décide de prendre sa retraite, se déclarant fatigué par les voyages pour les matchs et leurs impacts.

### Dream Team
En février 1991, USA Basketball annonce que Chuck Daly est désigné Coach de l'équipe américaine de basket-ball. Il faisait alors partie d'une liste de candidats contenant Don Nelson, Larry Brown, Lenny Wilkens ou Pat Riley. Il est chargé par le comité de sélection d'établir une liste de joueurs candidats, plusieurs par poste. Finalement, dans un premier temps dix joueurs sont sélectionnés dans la Dream Team : Magic Johnson, Larry Bird, Michael Jordan, Scottie Pippen, Patrick Ewing, David Robinson, Karl Malone, John Stockton, Chris Mullin et Charles Barkley. S'ajoutent ensuite Clyde Drexler et Christian Laettner, seul joueur NCAA. Isiah Thomas, son meilleur joueur chez les Pistons, et considéré comme l'un des meilleurs joueurs de la ligue, n'est pas retenu, principalement en raison d'un veto de Jordan, Daly décidant alors de « ne pas se battre pour Isiah » . Daly est assisté de Mike Krzyzewski, coach des Blue Devils de Duke et P.J. Carlesimo, coach des Pirates de Seton Hall, deux entraîneurs de NCAA, et Lenny Wilkens coach des Cavaliers de Cleveland.
Un match d'entrainement est prévu contre une sélection d'universitaire. Celle-ci est composée de Grant Hill, Chris Webber, Penny Hardaway, Bobby Hurley, Allan Houston, Eric Montross, Rodney Rogers et Jamal Mashburn, dirigée par Roy Williams. Ce dernier applique les consignes de jeu de Daly, « jouer comme des Européens », celles-ci visant à mettre en évidence les difficultés de qu'il avait identifiées. Plus tard, Mike Krzyzewski, déclara que Daly avait « orchestré » cette défaite, afin l'implanter l'idée « que nous pouvions concevoir de perdre ».
Il laisse la direction de l'équipe à Magic et Jordan. Conscient du caractère unique de son effectif, il avait identifié qu'il fallait « ne les traitez pas simplement comme des professionnels, mais comme les professionnels des professionnels ». Toutefois, il déclare aussi à ses assistants Krzyzewski et Carlesimo d'« ignorer », « il est bon d'être dur d'oreille ». Plusieurs semaines avant la compétition, Daly prend la décision de ne prendre aucun temps mort, la justifiant plus tard par  « qu'est ce que je vais pouvoir dire que ces gars ne seraient pas capables de voir par eux-mêmes ? ».
La Dream Team remporte la médaille d'or, avec un écart moyen de 43,75 points.

### Vie privée
Daly est mort d'un cancer du pancréas.

## Carrière NBA
- 1978-1981 : Philadelphia 76ers, entraîneur-assistant de Billy Cunningham
- 1981-1982 : Cleveland Cavaliers
- 1983-1992 : Detroit Pistons
- 1992-1994 : New Jersey Nets
- 1997-1999 : Orlando Magic

## Palmarès
- Champion NBA avec les Pistons en 1989 et 1990
- Champion olympique en 1992 avec l'équipe des États-Unis de basket-ball aux Jeux olympiques à Barcelone, la fameuse Dream Team.

## Statistiques
Daly est entraineur principal de deux équipes de NCAA. D'abord avec les Eagles de Boston College durant la période 1969-1971, 50 matchs et 26 victoires, et les Quakers de Penn, de 1971 à 1977, dirigeant 163 rencontres, 125 victoires et 38 défaites. Avec cette université, il remporte le championnat de la Ivy League lors de quatre premières saisons, où il participe à la March Madness. Au total, il dirige 213 rencontres de NCAA, avec 151 victoires et 62 défaites.
Daly commence sa carrière en NBA en tant qu'assistant, pendant quatre saisons au sein des 76ers de Philadelphie dirigés par Billy Cunningham. Son premier poste d'entraineur principal, avec les Cavaliers de Cleveland durant la saison 1981-1902 se termine avec un bilan de 32 défaites en 41 rencontres. Durant les neuf saisons à la direction des Pistons de Detroit, il dirige 738 rencontres de saison régulière, avec un bilan de 467 victoires et 271 défaites. Sous sa direction, l'équipe atteint à chaque fois les play-offs, disputant ainsi 113 rencontres, 71 victoires pour 42 défaites. Avec les Nets du New Jersey, il prend part à 164 victoires, 88 victoires et 76 défaites. En play-offs, le bilan est de six défaites et en neuf rencontres. Avec la franchise du Magic d'Orlando, son bilan est de 74 victoires, 58 défaites en 132 rencontres, et de quatre matchs de play-offs, trois défaites et une victoire.
Son bilan en NBA est ainsi de 1 075 rencontres de saison régulière, 638 victoires et 437 défaites et 126 matchs de play-offs 75 victoires et 51 défaites.